# Flashing Spurs
Flashing Spurs er en amerikansk stumfilm fra 1924 af B. Reeves Eason.

## Medvirkende
- Bob Custer som Ranger Sgt. Stuart
- Edward Coxen som Steve Clammert
- Marguerite Clayton som Ruth Holden / Rena Holden
- Joseph Bennett som Butch Frazier
- William T. Hayes som Scarbee
- William Malan som John Holden
- Andrew Waldron som Flynn
- Park Frame som Bill Carbee